# Little Gasparee
Little Gasparee, auch als Gasparillo und Centipede Island bekannt, ist eine zu Trinidad und Tobago gehörige, unbewohnte Insel und zählt zur Gruppe der Bocas Islands. Verwaltungstechnisch zählt die Inselgruppe zur Region Diego Martin.

## Geographie
Die Inselgruppe der Bocas Islands ist dem Nordwestzipfel Trinidads, Chaguaramas, vorgelagert. Während Chacachacare, Huevos und Monos in der Meerenge Dragon’s Mouth Strait (Bocas del Dragón) liegen, die den Nordwestzipfel Trinidads von Venezuela trennt, liegen Gaspar Grande und Little Gasparee weiter südöstlich im Golf von Paria, nur knapp einen Kilometer vom trinidadischen Festland (Staubles im Norden, die Halbinsel Point Gourd im Osten) entfernt. Little Gasparee erreicht eine Höhe von 18 Metern und besteht aus verkarstetem Kalkstein voller kleiner Höhlen und ist dicht mit Trockenwald bewachsen. Direkt nördlich von Little Gasparee ragt eine weitere, winzige und namenlose Insel aus dem Wasser.

## Geschichte
Little Gasparee war in seiner Geschichte trotz seiner geringen Bedeutung unter zahlreichen Namen bekannt. Der ursprüngliche und auch heute noch synonym verwendete spanische Name Gasparillo leitet sich von der wenig weiter südlich gelegenen, deutlich größeren Insel Gaspar Grande ab und bedeutet „kleines Gaspar“. Nachdem die ehemals spanische Kolonie Trinidad 1797 an die Briten übergegangen war, waren neben der heute noch offiziellen englischen Übersetzung des spanischen Namens wegen der auf der Insel lebenden Gliederfüßer auch die Namen Scorpion Island und Centipede Island gängig; letzterer wird heute noch gelegentlich verwendet. In der zweiten Hälfte des 19. Jahrhunderts war die Insel nach ihrem damaligen Eigentümer Robert John Lechmere Guppy auch als Gopee bekannt. Da Guppy seine Steuern für den Grundbesitz nicht zahlte, fiel die Insel zurück an die britische Krone. Anfang des 20. Jahrhunderts wurde Little Gasparee vom Industriellen Charles Conrad Stollmeyer, Eigentümer von Stollmeyer's Castle, erworben, der dort Kalkstein abbauen wollte, was aber an der weit fortgeschrittenen Verkarstung der Insel scheiterte. Stollmeyer verpachtete die Insel an ein Mitglied der Industriellen-Familie Gransaull, das dort ein Ferienhaus erbaute.
Von 1940 bis 1963 wurde die Region Chaguaramas, in der Little Gasparee liegt, von der Kolonialmacht Großbritannien im Rahmen des Zerstörer-für-Stützpunkte-Abkommen an die USA vermietet, die auf dem Festland eine Marinebasis und ein Raketenfrühwarnsystem errichteten. Das Eigentum der Gransaull-Familie wurde im Rahmen des Abkommens konfisziert und fiel nach dem Abzug der US-Streitkräfte an den britischen Staat zurück. 1962 ging das Eigentum an den seitdem unabhängigen Staat Trinidad und Tobago über, der Chaguaramas und damit auch Little Gasparee zum Nationalpark erklärte und die Verwaltung des Gebiets 1972 der Chaguaramas Development Authority (CDA) übertrug.

## Flora und Fauna

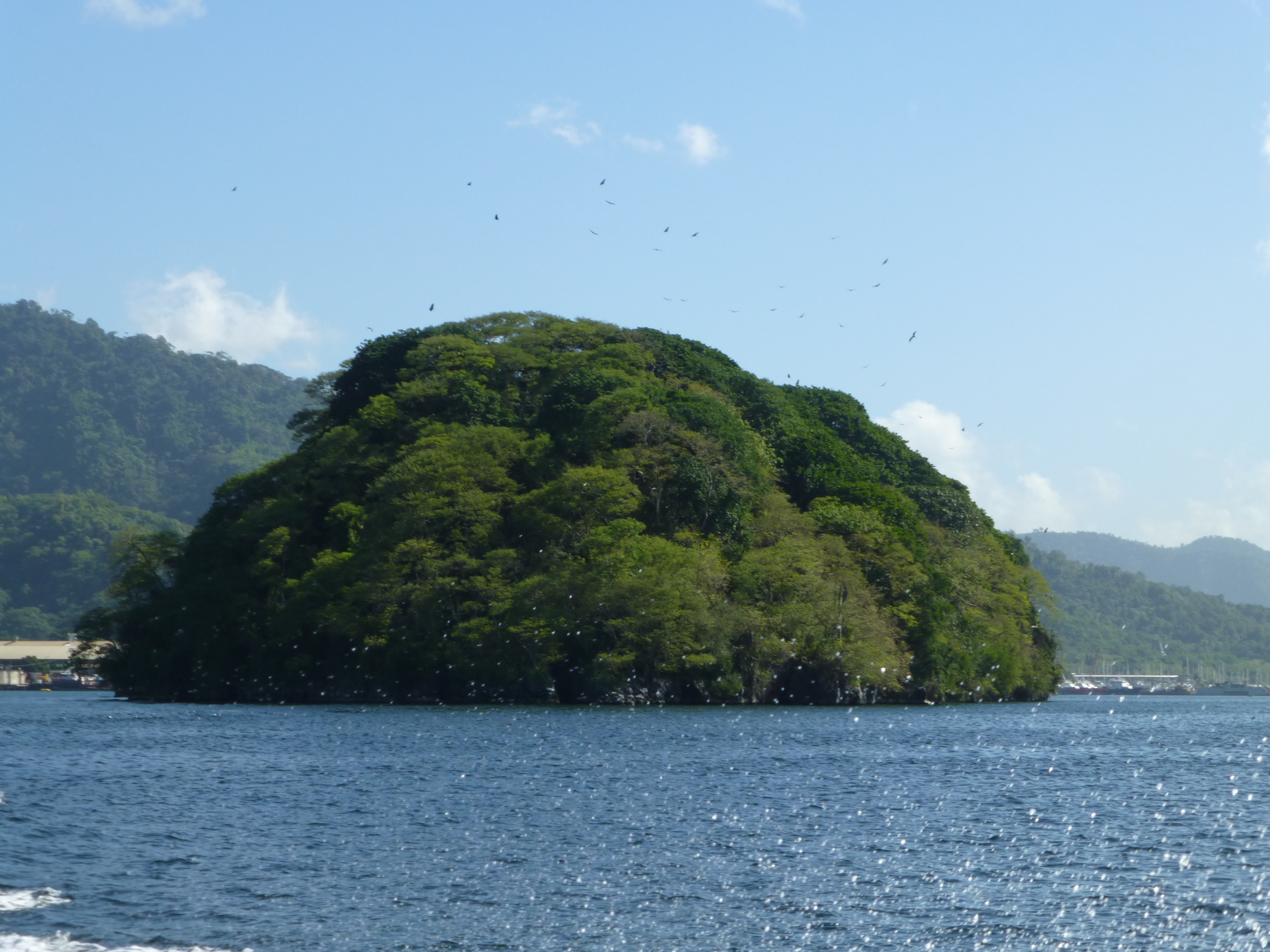
Little Gasparee von Gaspar Grande aus gesehen

Der Stutzschwanzsegler (Chaetura brachyura), ein Vogel aus der Familie der Chaetura, nistet auf der Insel. Pelikane und Rabengeier nutzen sie als Rastplatz. In den Gewässern rund um die Insel lebt der bei Sportanglern beliebte Atlantische Tarpun.